# Гаудиополис
Гаудиополис (от лат. — «город радости») — самоуправляемая детская республика в Будапеште после Второй Мировой Войны. Её основателем стал Габор Стело.

## Габор Стелодо основания республики

Флаг Венгрии во время Второй Мировой Войны

Габор Стело был лютеранским пастором. Во время Второй Мировой Войны спас сотни евреев от преследования нацистов и венгерских фашистов. Всего Габор Стело спас за войну около 2000 человек. После разрушения его укрытий для детей он, в марте 1945 года, построил дом для детей, используя заброшенную виллу в районе Зуглитет (ныне 12 округ). Здесь он предоставил приют еврейским детям, а также другим бездомным детям, сиротам.
Из-за увеличения числа детей, ищущих в убежища, были заняты и другие заброшенные виллы в том же районе. Здесь детям был предоставлен приют и регулярное обучение под руководством учителей-идеалистов.

## Основание Гаудиополиса
В ноябре 1945 года, когда число детей превысило 200 (некоторым из них было всего четыре года), Штехло созвал общее собрание в приемной главной виллы. Перед детьми он крикнул:
Теперь создайте республику!
И вышел из комнаты. После некоторого молчания чей-то голос поднял вопрос, нужна ли им какая-то конституция. Было решено, что конституция государства должна развивать сферу образования и не допускать войн. Ласло Кевехази был назначен премьер-министром, а Стело был избран президентом.

## Жизнь в Гаудиополисе
Регулярно проводились собрания в кабинете министров. Была даже введена валюта — гапо доллары (их стоимость была равна стоимости билета на трамвай в Будапеште). Газета «Гапо-мати» освещала действия правительства. Был разработан и свод законов. Были проведены выборы для назначения судей, начальника полиции и представителей от каждой комнаты вилл.
Детей распределили по разным виллам в зависимости от их пола и возраста:
- Старшие мальчики жили на «Вилле Волков».
- Девушки жили в «Девичьем Замке».
- Также мальчики (в зависимости от возраста) могли жить на «Вилле Ласточек», «Вилле Белок» и «Вилле Радуги».

Девушкам нельзя было баллотироваться на выборах. Каждый человек в стране должен был внести свой вклад в усилия по решению проблем, возникавших в общей жизни всего сообщества.

## Гаудиополис в 1946—1950 годах
Основной проблемой после войны стал голод и нехватка средств. Поэтому в конституцию была внесена поправка:  можно было воровать, но только при необходимости. Премьер-министр Кевехази подал в отставку, и после избирательной кампании было избрано новое правительство, представляющее детей всех возрастных групп.
Детям было очень скучно, и поэтому правительство решило регулярно проводить мероприятия — танцы, просмотр кино и лекции от взрослых режиссёров, врачей и писателей.
В 1950 году при коммунистическом режиме Матьяша Ракоши вилла была национализирована, а проект Гаудиополиса — заброшен.

## После «падения» Гаудиополиса
Многие жители Гаудиополиса прожили успешную и выдающуюся жизнь, став учеными, врачами, юристами, пасторами и бизнесменами. В их число входит и лауреат Нобелевской премии по химии Джордж Ола. Бывшие жители Гаудиополиса до сих пор собираются ежегодно, чтобы почтить память своего прошлого и отдать дань уважения могиле пастора Стело.